# Oskar Pastior

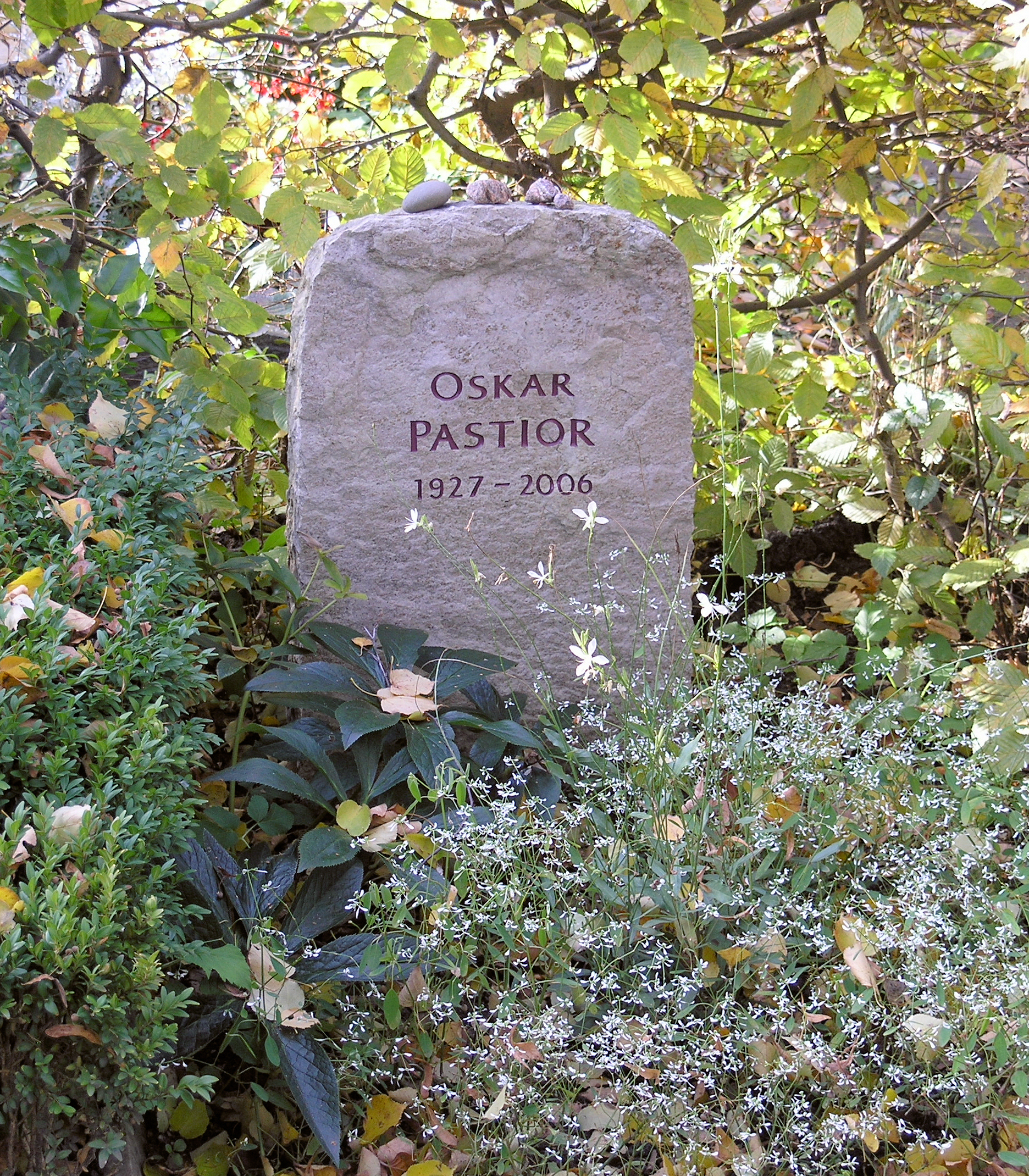
Graf van Oskar Pastior

Oskar Pastior (Hermannstadt (tegenwoordig Sibiu, Roemenië), 20 oktober 1927) - Frankfurt am Main, 4 oktober 2006) was een Roemeens-Duitse journalist, dichter, schrijver en vertaler. Hij schreef voornamelijk in het Duits.

## Levensloop
Pastior behoorde in Roemenië tot de Duitse minderheid. Nadat Roemenië tegen het einde van de Tweede Wereldoorlog door de Sovjet-Unie was veroverd werd hij in januari 1945 naar diverse goelags gedeporteerd. Pas in 1949 mocht hij naar Roemenië terugkeren.
Na allerlei werkkringen te hebben gehad (hij was onder andere betonwerker) en tussentijds via schriftelijk onderwijs zijn middelbareschooldiploma te hebben behaald, studeerde hij van 1955 tot 1960 Duits aan de universiteit van Boekarest.
Hierna werd hij journalist bij de Duitstalige afdeling van de Roemeense staatsradio.

In de jaren zestig verschenen zijn eerste, in het Roemeens geschreven gedichten waarvoor hij een tweetal literaire prijzen ontving. In 1968 vluchtte hij tijdens een studiereis naar Wenen naar het westen. Hij kwam ten slotte in München terecht en vervolgens in Berlijn waar hij vanaf 1969 aan het schrijven ging.
Oskar Pastior overleed op 78-jarige leeftijd tijdens een bezoek aan de Frankfurter Buchmesse.

## Literaire activiteiten
Het werk van Pastior geniet een grote reputatie in de huidige Duitstalige literatuur. Zijn speelse poëzie vertoont raakvlakken met de zogeheten 'onzinpoëzie'. Hij heeft een grote invloed ondergaan van het dadaïsme en de 'beperkende literatuur'. Ook toonde hij een grote interesse in anagrammen, palindromen en dergelijke.
Pastior was lid van diverse literaire verenigingen waaronder sinds 1992 - het voor de rest Franstalige - Oulipo.
Behalve zelf literair bezig te zijn heeft hij ook literaire werken van anderen in het Duits vertaald, vooral van bekende Roemeense auteurs. Op hun beurt zijn ook diverse van zijn werken vertaald.

## Prijzen
Pastior heeft tal van prijzen in ontvangst mogen nemen waaronder:
- 1988 - Hörspiel des Monats, een hoorspelprijs voor "Mordnilapsuspalindrom".
- 2006 - de zeer hoog aangeschreven Georg-Büchner-Preis (postuum)

## Werken
- Fludribusch im Pflanzenheim - 1960
- Offne Worte - 1964
- Ralph in Bukarest - 1964
- Gedichte - 1965
- Vom Sichersten ins Tausendste - 1969
- Gedichtgedichte - 1973
- Höricht - 1975
- An die neue Aubergine - 1976
- Fleischeslust - 1976
- Der krimgotische Fächer - 1978
- Ein Tangopoem und andere Texte - 1978
- Wechselbalg - 1980
- 33 Gedichte - 1983 (bewerkingen van gedichten van Francesco Petrarca)
- Sonetburger - 1983
- Anagrammgedichte - 1985
- Ingwer und Jedoch - 1985
- Lesungen mit Tinnitus - 1986
- Römischer Zeichenblock - 1986
- Teure Eier - 1986
- Jalousien aufgemacht - 1987
- Modeheft des Oskar Pastior - 1987
- Anagramme - (samen met Galli)
- Kopfnuß, Januskopf - 1990
- Neununddreißig Gimpelstifte - 1990
- Eine Scheibe Dingsbums - 1990
- Feiggehege - 1991
- Urologe küßt Nabelstrang - 1991
- Vokalisen & Gimpelstifte - 1992
- Eine kleine Kunstmaschine - 1994
- Das Unding an sich - 1994
- Gimpelschneise in die Winterreise-Texte von Wilhelm Müller - 1997
- Das Hören des Genitivs - 1997
- Come in to frower - 1998 (samen met Veronika Schäpers en Silke Schimpf)
- Der Janitscharen zehn - 1998
- Standort mit Lambda - 1998
- Pan-tum tam-bur - 1999 (samen met Uta Schneider)
- Saa uum - 1999
- O du roher Iasmin - 2000
- Villanella & Pantum - 2000
- Ein Molekül Tinnitus - 2002 (samen met Gerhild Ebel)
- Werkausgabe -
  - Bd. 2. „Jetzt kann man schreiben was man will!“ - 2003
  - Bd. 3. „Minze Minze flaumiran Schpektrum“ - 2004
  - Bd. 1. „...sage, du habest es rauschen gehört“ - 2006
- Gewichtete Gedichte. Chronologie der Materialien - 2006

- Bibsys: 90530448
- Bibliothèque nationale de France: cb12053480s (data)
- CiNii: DA05082294
- Digitale Bibliotheek voor de Nederlandse Letteren: past003
- Gemeinsame Normdatei: 11891118X
- International Standard Name Identifier: 0000 0000 8164 2881
- Library of Congress Control Number: n84234643
- Nationale Bibliotheek van Tsjechië: mzk2011676303
- Nationale bibliotheek van Australië: 35177085
- Nationale Bibliotheek van Israël: 987007266347005171
- Nederlandse Thesaurus van Auteursnamen: 069969868
- LIBRIS: 329847
- Système universitaire de documentation: 030900034
- Trove: 853016
- Virtual International Authority File: 91685924
- WorldCat: E39PBJktp9MhYrT6yKVCH94rMP